# Neville Longbottom
Neville Longbottom (31. srpnja 1980.) je izmišljeni lik iz serijala knjiga o Harryju Potteru. Jedino je dijete aurora Franka i Alice Longbottom. Bucmast je i smeđokos dječak iz obitelji s dugom čarobnjačkom tradicijom. Ipak, po njemu se to ne bi moglo zaključiti. Uvijek je rastresen i smotan. Upada u komične nevolje ili druge nenamjerno dovodi u opasnost. Stalno zaboravlja lozinku za kulu Gryffindora. Prosječan je učenik, ali se trudi biti što bolji. To profesori cijene pa su mu i mnogi nestašluci oprošteni. Najdraži predmet u Hogwartsu mu je Travarstvo.
Nevilla je odgojila baka, s kojom i živi. Nevillovi su roditelji bili veliki čarobnjaci koji su, dok je još Neville bio beba, sudjelovali u borbi protiv Voldemorta. U toj ih je borbi Bellatrix Lestrange začarala (Crucio). Ostali su živi, ali potpuno nesposobni za samostalan život. Nalaze se u Bolnici za magične bolesti u stanju sličnom komi. Neville zbog toga strašno pati. Upravo zato potpuno razumije Harryja i njegove potrebe. Drago mu je što ima prijatelja poput njega kojem može reći sve i koji će ga uvijek braniti. Isto je tako dobar s Ronom i Hermionom. Neville je Gryffindorovim mačem prerezao glavu Voldemortovoj zmiji Nagini i pri tome uništio posljednji horkruks u Borbi za Hogwarts. U Harry Potter i Darovi Smrti spomenut je kao profesor Travarstva u Hogwartsu.
U Hogwartsu mu društvo pravi Trevor - žaba krastača.

## Trevor
Trevor je jedini kućni ljubimac Nevillea Longbottoma. Neville ga je dobio od svojeg ujaka Algiea kad je dobio pismo iz Hogwartsa. Neville redovito gubi svojeg žapca. U prvoj ga je knjizi još u Hogwarts Expressu tražila Hermione Granger. Žapca je kasnije, tijekom vožnje u čamcima do Hogwartsa, našao Hagrid.  
U "Kamenu mudraca", u Zakutnoj ulici, Hagrid govori Harryju da su žabe prilično "staromodni" kućni ljubimci. To potvrđuje da je Neville, kao vlasnik žabe, također uvijek postrani.